# Hydroptila africana
Hydroptila africana är en nattsländeart som beskrevs av Douglas E. Kimmins 1958. Hydroptila africana ingår i släktet Hydroptila och familjen smånattsländor. Inga underarter finns listade i Catalogue of Life.